# Église Notre-Dame-des-Ormeaux de Gréoux-les-Bains
Pour les articles homonymes, voir Église Notre-Dame.
L'église Notre-Dame-des-Ormeaux est une église romane et gothique située à Gréoux-les-Bains dans le département français des Alpes-de-Haute-Provence.

## Historique
L’église Notre-Dame-des-Ormeaux est un ancien prieuré de l’abbaye de Montmajour.
Les parties les plus anciennes de l’église seraient datées du XIIe ou  XIIIe siècle.
Le bas-côté sud est datable du XIVe voire du  XVe siècle, tandis que le bas-côté nord a probablement été construit au XVIe siècle.
Le clocher est beaucoup plus tardif : il a été construit vers 1830.
L'intérieur de l'église a été restauré en 1973-1975.

## Architecture

### Architecture extérieure
La façade de l'église, de petites dimensions, est édifiée en moellon, l'utilisation de la pierre de taille se limitant à l'encadrement du portail et des fenêtres.
Le centre de la façade est occupé par un beau portail de style roman surmonté d'un arc en plein cintre aux grands claveaux en pierre de taille surmontés d'un larmier cintré. La porte en bois est ornée d'un triplet de baies ogivales séparées par de fine colonnettes.
Ce portail est surmonté d'un grand oculus.
Chacune des extrémités latérales de la façade est ornée d'une élégante fenêtre ogivale à encadrement mouluré.
La façade est flanquée d'un clocher en moellon renforcé d'ancres de façade en forme de S. Séparé du reste du clocher par un puissant cordon, le dernier étage est percé d'une baie cintrée sur chaque face sauf la face sud et porte quatre horloges.

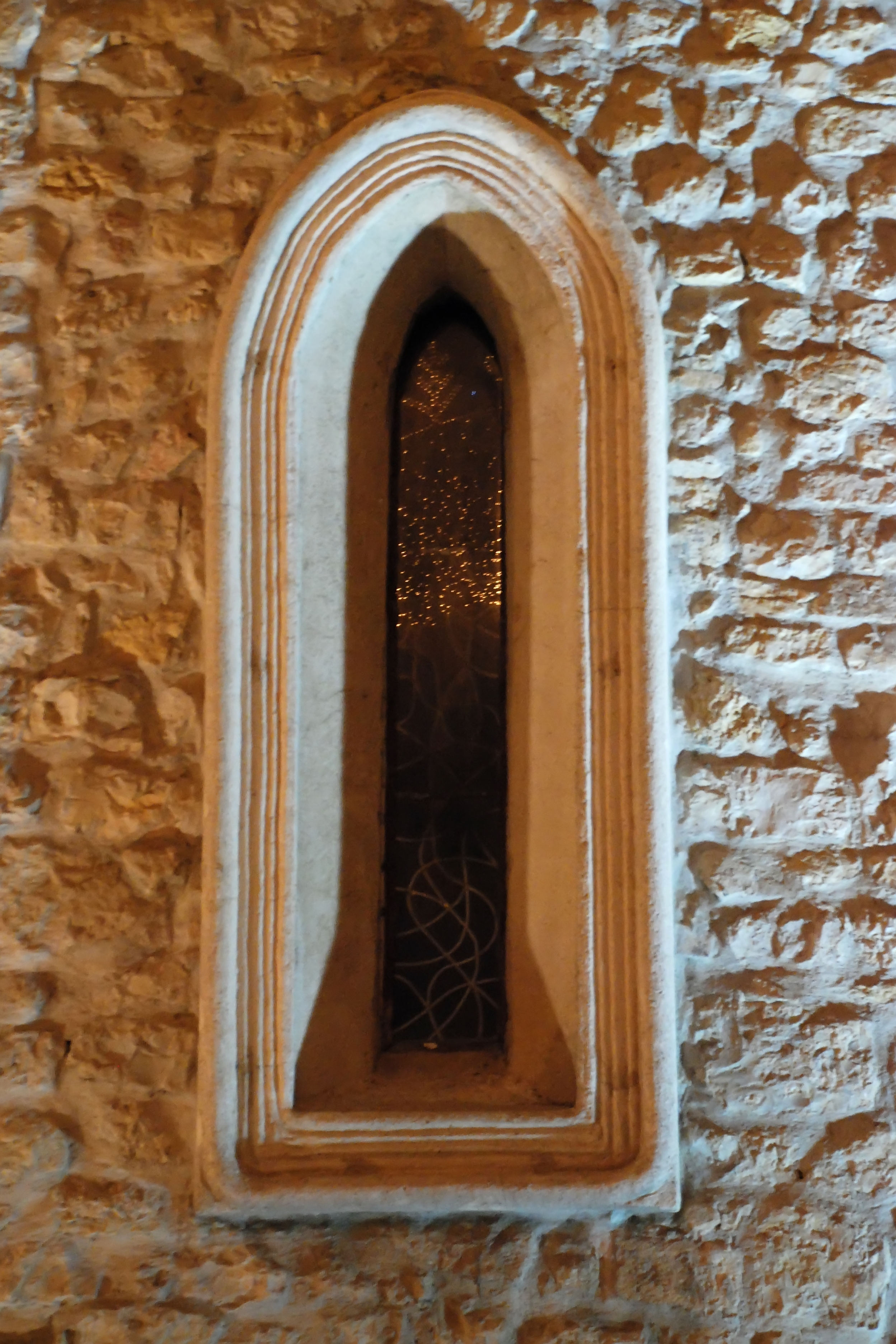
Fenêtre ogivale moulurée.
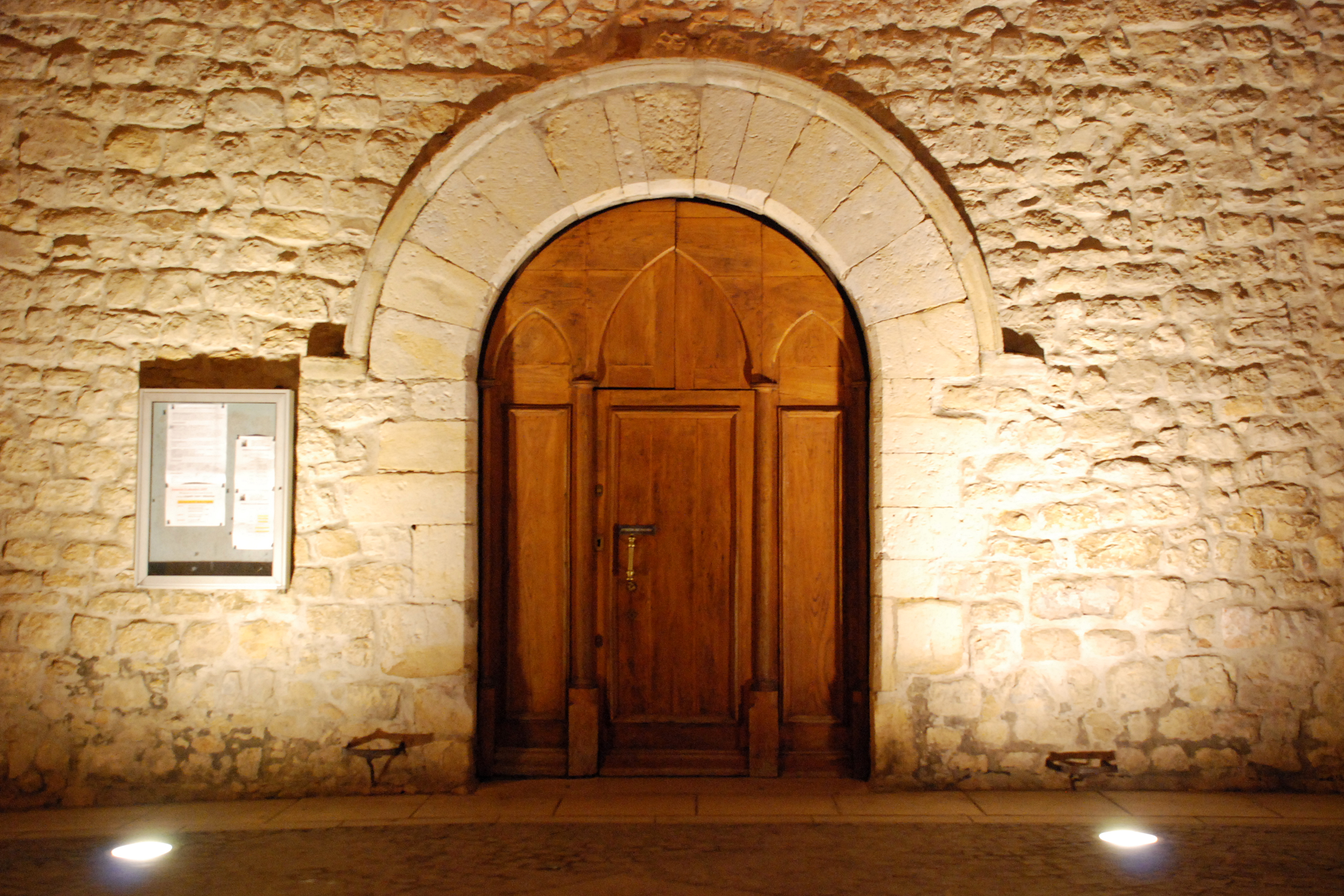
Le portail roman.
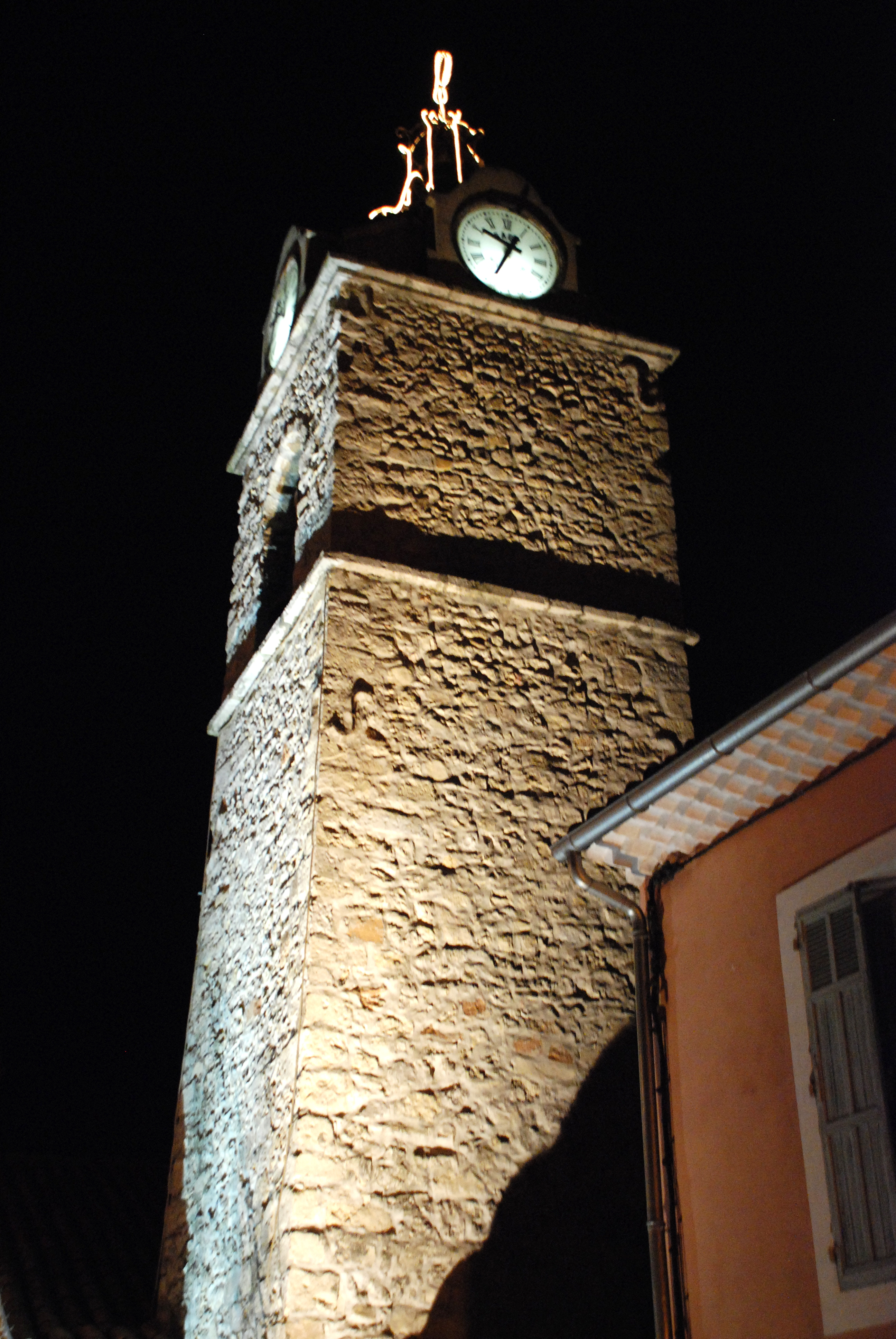
La tour.

### Architecture intérieure
L'intérieur marie harmonieusement pierre de taille et moellon.

#### La nef
La nef, située plus bas que la rue, est couverte d'une belle voûte en berceau, réalisée partiellement en moellon et partiellement en pierre de taille. Cette voûte est rythmée par de puissants arcs-doubleaux en pierre de taille prenant appui sur des pilastres adossés aux piles de la nef.
La nef est séparée des collatéraux par de puissants arcs ogivaux prenant appui sur de massives piles de section carrée.

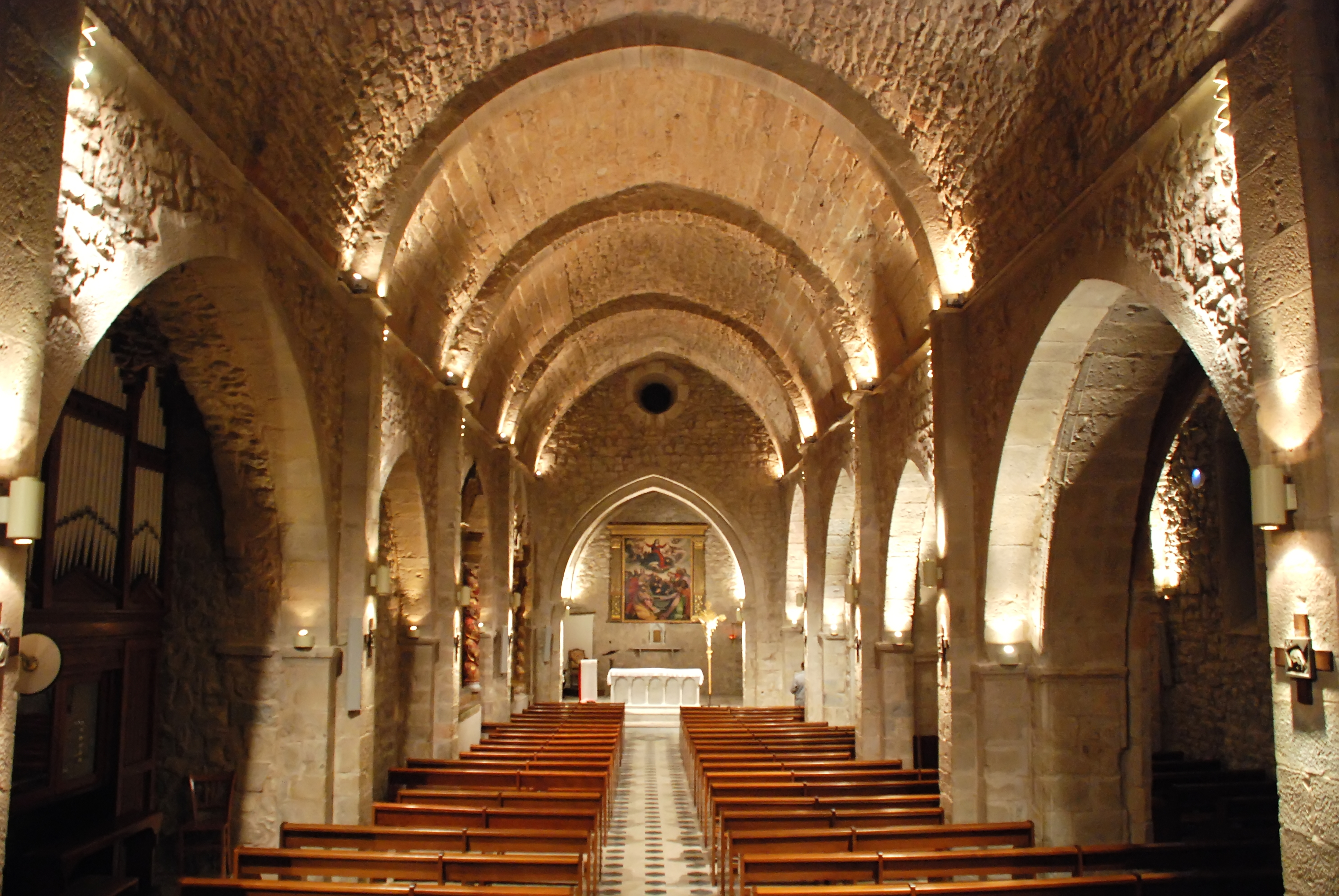
La nef.
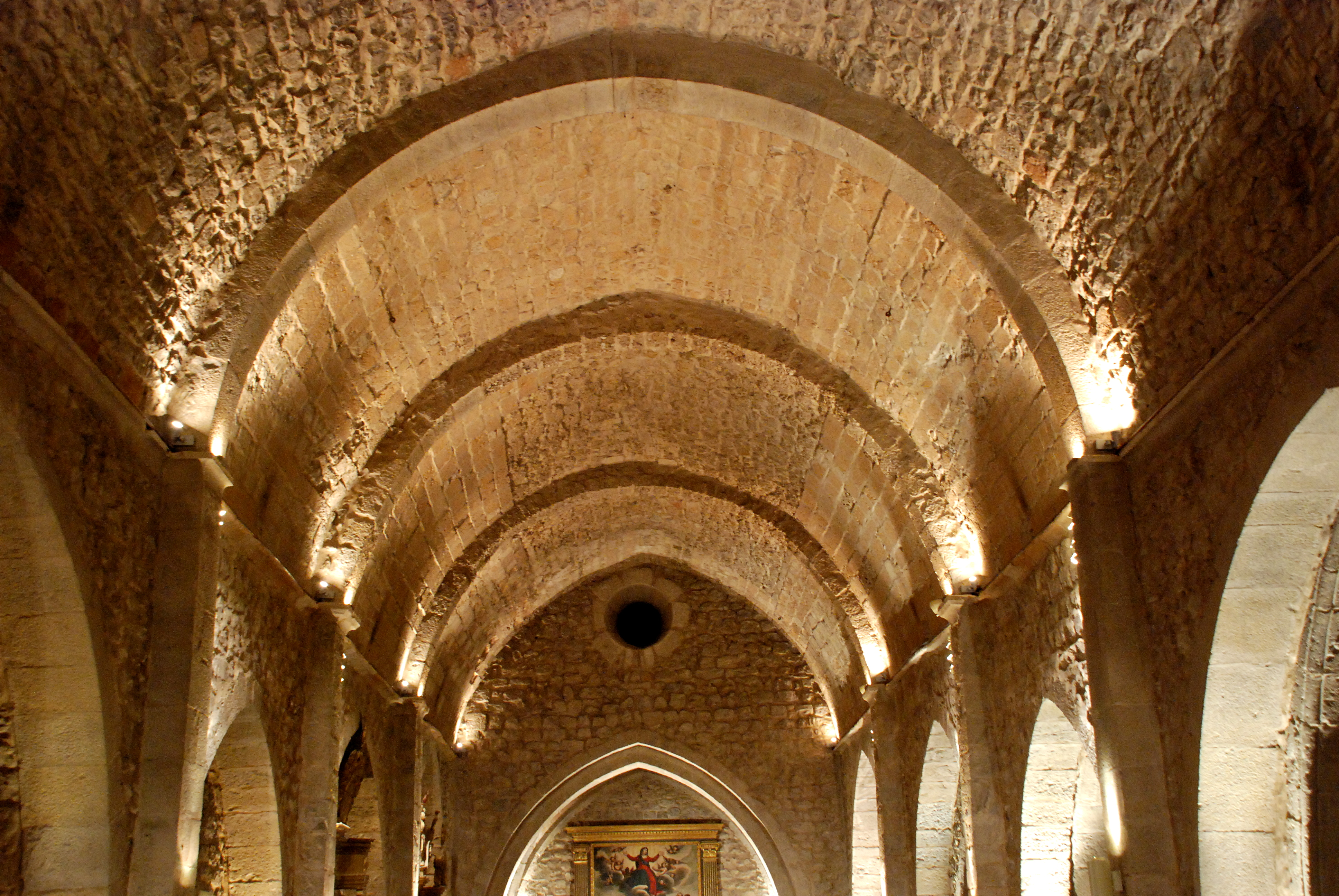
La voûte en berceau.

#### Le chœur gothique
L'arc triomphal ogival surmonté d'un oculus donne accès à un élégant chœur gothique carré.
Ce chœur présente une belle voûte en briques à croisée d'ogives en pierre de taille.
Le chœur abrite un beau retable orné de colonnes cannelées dorées encadrant l'Assomption peinte par Jacques Macadré vers 1615 : ce retable est classé par arrêté du 30 janvier 1995.

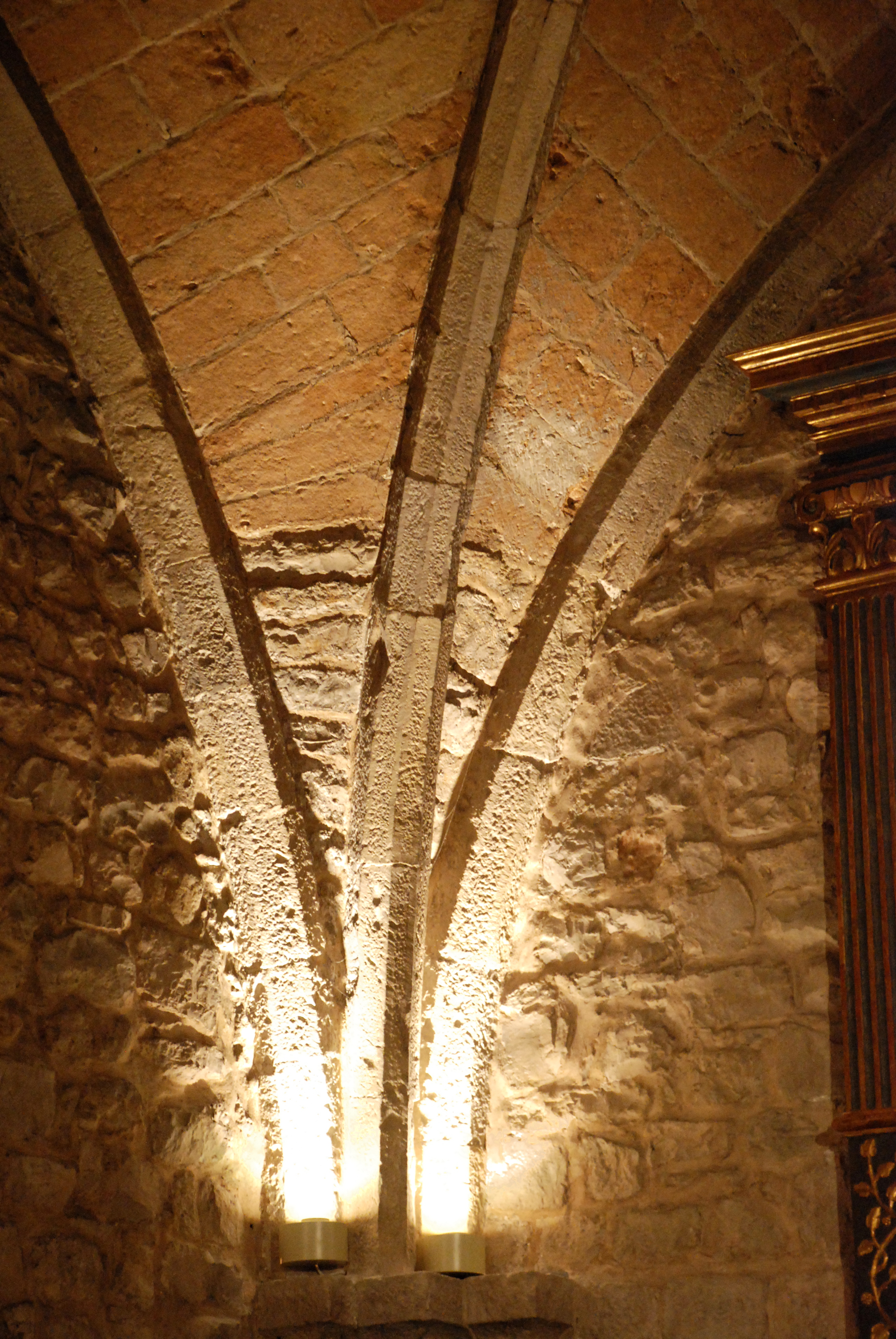
Naissance des ogives du chœur.
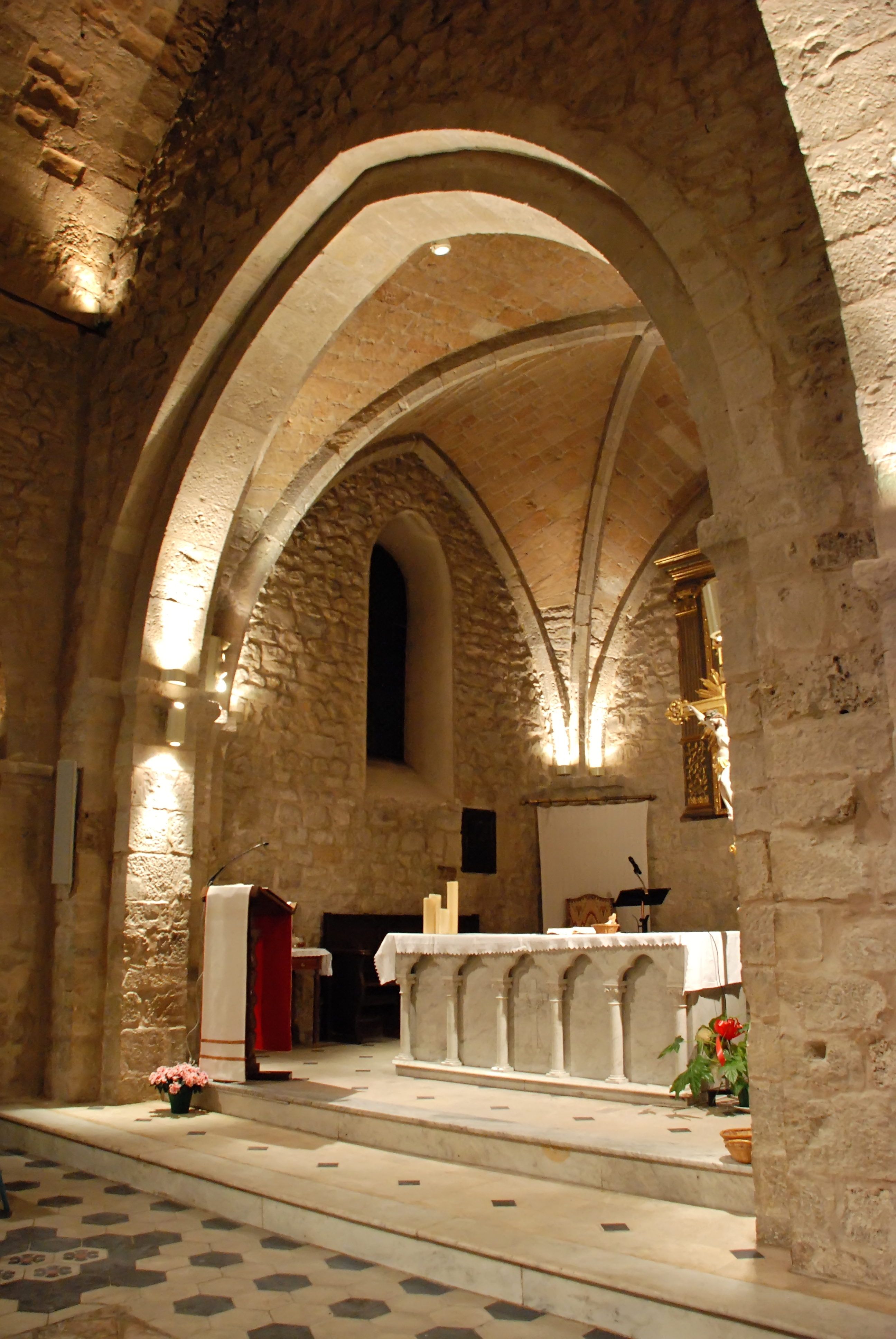
L'arc triomphal ogival et le chœur gothique.
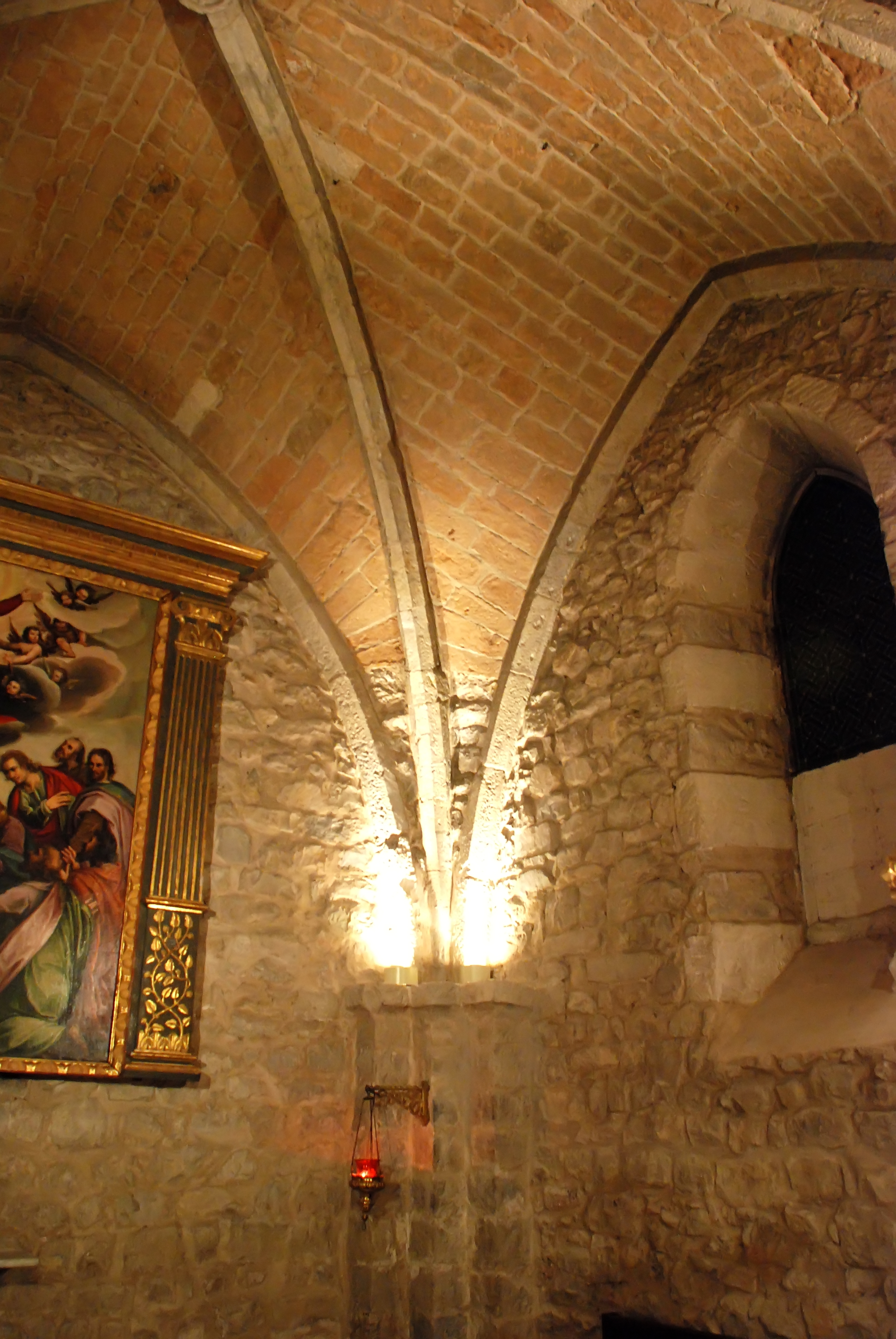
Détail de la voûte en briques du chœur.